# Mikroregion Itapeva

Mikroregion Itapeva

Mikroregion Itapeva – mikroregion w brazylijskim stanie São Paulo należący do mezoregionu Itapetininga.

## Gminy
- Barão de Antonina
- Bom Sucesso de Itararé
- Buri
- Coronel Macedo
- Itaberá
- Itapeva
- Itaporanga
- Itararé
- Nova Campina
- Riversul
- Taquarituba
- Taquarivaí